# 马强 (1956年)
马强（1956年5月—），男，中华人民共和国外交官，曾任中华人民共和国驻南苏丹共和国特命全权大使。

## 生平
1982年，毕业于北京语言学院，进入中华人民共和国外交部工作。先后在外交部西亚北非司、驻阿曼大使馆、驻苏丹大使馆、驻科威特大使馆任职。2001年，任驻利比亚大使馆参赞。2004年，任外交部西亚北非司参赞。2006年，任驻约旦大使馆参赞。2010年，回任外交部西亚北非司参赞。2011年，挂职任宁夏回族自治区博览局副局长。2013年，出任中华人民共和国驻南苏丹大使。2016年8月，自驻南苏丹大使离任。

## 家庭
已婚，有一女。